# Windstoot
Een windstoot is een plotselinge harde wind.

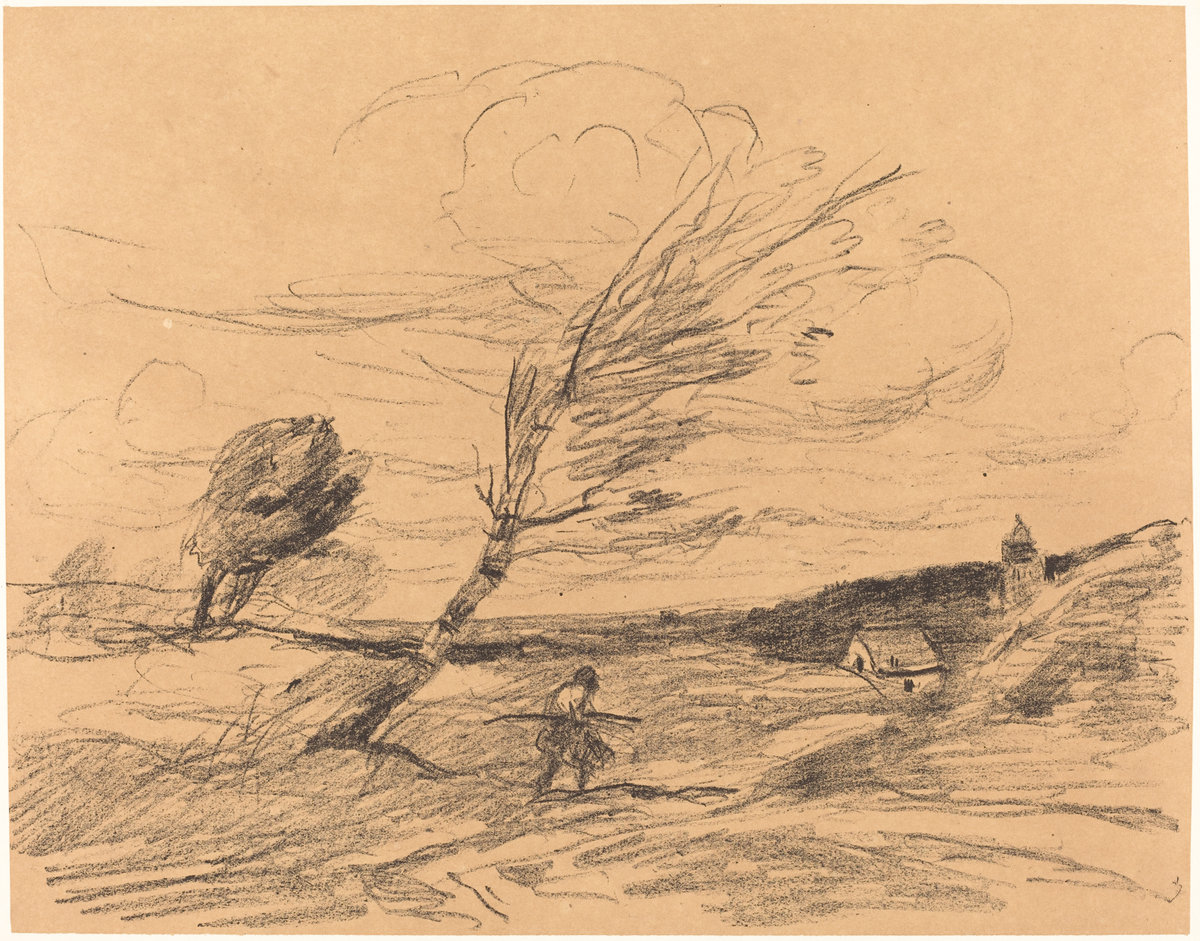
‘De windstoot’ (Le coup de vent) van Jean-Baptiste Corot (1871)

Zware windstoten zijn rukwinden van meer  75 km/h en bij zeer zware windstoten zijn windsnelheden mogelijk van meer dan 100 km/h. Windstoten kunnen het hele jaar voorkomen, 's winters zeker bij storm en 's zomers vooral tijdens onweersbuien. Windstoten tijdens buien zijn de verraderlijkste, omdat de wind dan ineens enorm toeneemt tot ver boven het gemiddelde.
Slagregens tijdens buien gaan soms samen met windstoten.
In de afgelopen ruim honderd jaar kwamen in Nederland zeker tien stormen voor met windstoten van rond de 150 km/h, meestal in de winter, maar soms ook midden in de zomer. Op 27 augustus 1912 woedde langs onze kust de zwaarste zomerstorm met van windkracht 10 en windstoten tot 148 km/h.
In de zeer zware storm van 25 januari 1990 is op Schiphol een vlaag van 163 km/h gemeten. Landinwaarts zijn toen windstoten van 145 km/h voorgekomen. De hoogste windstoot die ooit tijdens een storm op een KNMI-weerstation is gemeten bedraagt 162 km/h op 6 november 1921 in Hoek van Holland. Op 5 november 1948 trok een windhoos toevallig precies over de windmeter op Vlieland: resultaat was een windstoot van 202 km/h, de hevigste windstoot ooit in Nederland gemeten. Opmerkelijk is ook een unieke windstoot van 158 km/h in een storm op 28 december 2001 op de pier in IJmuiden, die misschien verband hield met een valwind uit een buienwolk of een windhoos.
De laatste keer dat er in Nederland een extreme windstoot gemeten werd was op 25 november 2005 toen er in Hoek van Holland een stoot van 173 km/h geregistreerd werd.

## Top 10 hardste windstoten in Nederland
1. 5 november 1948 - 202 km/h (Vlieland)
2. 25 november 2005 - 173 km/h (Hoek van Holland) 
2. 3 januari 2012 - 173 km/h (IJmuiden)
4. 25 januari 1990 - 163 km/h (Schiphol) 
5. 6 november 1921 - 162 km/h (Hoek van Holland) 
6. 25 januari 1990 - 159 km/h (IJmuiden) 
7. 28 december 2001 - 158 km/h (IJmuiden)
8. 28 oktober 2013 - 151 km/h (Lauwersoog) 
8. 28 oktober 2013 - 151 km/h (Vlieland) 
9. 25 januari 1990 - 150 km/h (Rotterdam) 
10. 27 oktober 2002 - 148 km/h (Vlissingen) 
10. 25 januari 1990 - 148 km/h (Vlissingen) 
10. 25 januari 1990 - 148 km/h (Schiphol)
Dit zijn de hardste windstoten ooit gemeten bij een KNMI-meetstation.